# Guiersmeer

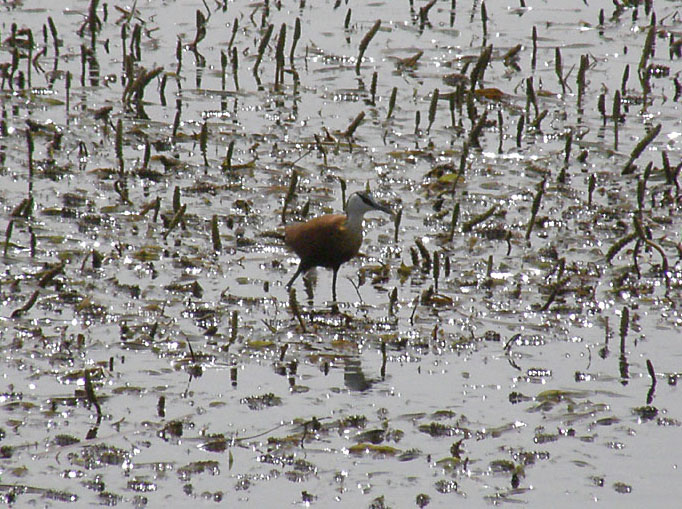
Lelieloper bij het meer

Het Guiersmeer is een zoetwatermeer in Senegal, 10 km ten zuidoosten van Richard Toll, dat grotendeels ligt in de regio Saint-Louis en voor een klein deel in de regio Louga. Voor de hoofdstad Dakar dient dit meer voor waterlevering, waarmee het door ondergrondse pijpen verbonden is.

## Geografie
Het meer ligt niet ver van de grens met Mauritanië. Het meer is ongeveer 35 km en 8 km breed. In het noorden is het verbonden met de Sénégal, die voor een groot deel de grens met Mauritanië bepaalt. De oever in het noorden is zeer vruchtbaar. De grond wordt er gebruikt om suikerriet op te telen, geïrrigeerd door het zoete water van dit meer.

## Geschiedenis
Het meer kent een enerverende geschiedenis. Het heeft gelegen in de koninkrijken Tekrur, Jolof en Waalo. In het laatstgenoemde koninkrijk was de plaats Nder, dat aan de westkant tegen het meer aan ligt, de derde en tevens laatste hoofdstad. Vroeger heette het Guiersmeer Lac du Panier Foule of Pania Fuli, verwijzend naar Fulbe, een ethische groep in de Sahel.